# Rebecca Twigg
Rebecca Twigg (Honolulu, 26 de marzo de 1963) es una deportista estadounidense que compitió en ciclismo en las modalidades de pista, especialista en la prueba de persecución individual, y ruta.
Participó en tres Juegos Olímpicos de Verano, entre los años 1984 y 1996, obteniendo dos medallas, plata en Los Ángeles 1984, en la prueba de ruta, y bronce en Barcelona 1992, en persecución individual.
Ganó siete medallas en el Campeonato Mundial de Ciclismo en Pista entre los años 1982 y 1995. En carretera obtuvo la medalla de plata en el Campeonato Mundial de Ciclismo en Ruta de 1983, en la prueba de ruta.

## Medallero internacional

### Ciclismo en pista
| Juegos Olímpicos   | Juegos Olímpicos                  | Juegos Olímpicos  | Juegos Olímpicos       |
| Año                | Lugar                             | Medalla           | Competición            |
| ------------------ | --------------------------------- | ----------------- | ---------------------- |
| 1992               | Barcelona (España)                | Medalla de bronce | Persecución individual |
| Campeonato Mundial |                                   |                   |                        |
| Año                | Lugar                             | Medalla           | Competición            |
| 1982               | Leicester (Reino Unido)           | Medalla de oro    | Persecución individual |
| 1984               | Barcelona (España)                | Medalla de oro    | Persecución individual |
| 1985               | Bassano (Italia)                  | Medalla de oro    | Persecución individual |
| 1986               | Colorado Springs (Estados Unidos) | Medalla de plata  | Persecución individual |
| 1987               | Viena (Austria)                   | Medalla de oro    | Persecución individual |
| 1993               | Hamar (Noruega)                   | Medalla de oro    | Persecución individual |
| 1995               | Bogotá (Colombia)                 | Medalla de oro    | Persecución individual |

### Ciclismo en ruta
| Juegos Olímpicos   | Juegos Olímpicos             | Juegos Olímpicos | Juegos Olímpicos |
| Año                | Lugar                        | Medalla          | Competición      |
| ------------------ | ---------------------------- | ---------------- | ---------------- |
| 1984               | Los Ángeles (Estados Unidos) | Medalla de plata | Ruta             |
| Campeonato Mundial |                              |                  |                  |
| Año                | Lugar                        | Medalla          | Competición      |
| 1983               | Altenrhein (Suiza)           | Medalla de plata | Ruta             |

## Palmarés
1983
- Campeonato de Estados Unidos en Ruta

1993
- Campeonato de Estados Unidos Contrarreloj

1994
- Campeonato de Estados Unidos Contrarreloj

1997
- 3.ª en el Campeonato de Estados Unidos Contrarreloj